# چی بایشی

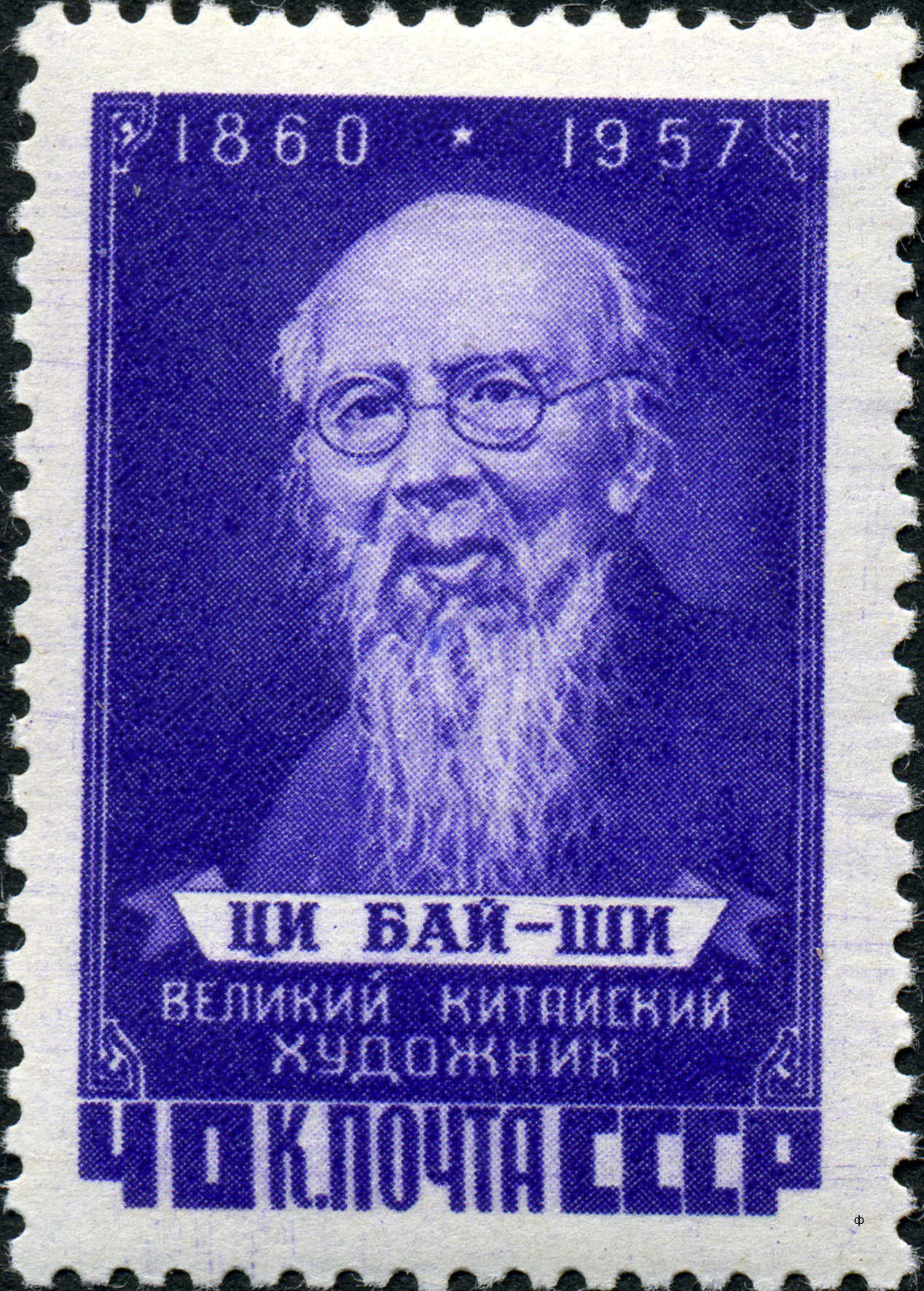
نگاره چی بایشی بر یکی از تمبرهای شوروی.

چی بایشی (Qi Baishi) (زادهٔ ۱ ژانویه ۱۸۶۴ - درگذشتهٔ ۱۶ سپتامبر ۱۹۵۷) از نقاشان چینی بود.
چی بایشی در نقاشی از سبک خاصی پیروی نمی‌کرد و موضوعات نقاشی‌های او شامل تقریباً همه چیز می‌شد. حیوانات، منظره، چهره، اسباب بازی، و سبزیجات برخی از موضوعات نقاشی‌های وی می‌باشند.
وی در سال ۱۹۵۳ به ریاست انجمن هنرمندان چینی انتخاب شد و در سال ۱۹۵۷ در پکن درگذشت.